# The Swarbriggs
The Swarbriggs – irlandzka grupa muzyczna, w skład której wchodzili bracia Tommy i Jimmy Swarbriggowie.
Przed wspólnymi występami bracia byli członkami grupy The Times, Tommy występował również w brytyjskim zespole The Drifters grając na trąbce. Po czasie zdecydowali grać wspólnie pod nazwą The Swarbriggs. Wystąpili w Konkursie Piosenki Eurowizji w 1975 roku z piosenką That's What Friends Are For, która zajęła miejsce 9., oraz w 1977 roku wraz z Nicolą Kerr i Almą Carrollz śpiewając piosenkę It's Nice to Be in Love Again, która dotarła do miejsca 3.
Od 2009 roku bracia rozpoczęli występować ponownie.